# 분수 (수학)

케이크를 네 등분한 뒤 한 조각을 가져갔을 때, 가져간 부분은 전체 케이크의 1/4이며, 남은 부분은 전체 케이크의 3/4이다.

분수(分數, 영어: fraction)는 전체의 일부 또는 더 일반적으로 동일한 부분의 수를 나타낸다. 정수 a를 0이 아닌 정수 b로 나눈 몫을 ⁠a/b⁠의 형식으로 나타낸 것이다. 예를 들어, 전체를 4등분하였을 때 3조각이 차지하는 비율은 분수 ⁠3/4⁠로 나타내며, 이를 '4분의 3' 이라고 읽는다.  3과 같이 가로줄 위에 쓰여 몇 조각을 취하는지를 나타내는 정수를 분자(한국 한자: 分子, 영어: numerator)라고 하며, 4와 같이 가로줄 아래에 쓰여 1로 둔 전체를 몇 등분하였는지를 나타내는 0이 아닌 정수를 분모(한국 한자: 分母, 영어: denominator)라고 하며, 분자와 분모 사이의 가로줄은 가로선(영어: fraction bar)이라고 한다.
분수가 나타낸 수는 소수, 백분율,  과학적 기수법과 같은 다른 방법으로도 나타낼 수 있다. 예를 들어, 분수 ⁠3/4⁠은 육진 소수 0.43, 십진 소수 0.75, 또는 백분율 75% 또는 과학적 기수법 7.5 × 10-1로 나타낼 수도 있다. 분수는 분자가 분모에서 차지하는 비율을 나타낼 뿐 아니라, 분자와 분모의 비나 분자를 분모로 나눈 몫을 나타내기도 한다. 예를 들어, ⁠3/4⁠은 3과 4의 비 3 : 4(3 대 4)나, 3을 4로 나눈 몫 3 ÷ 4(3 나누기 4)를 나타낼 수 있다. 분수는 분자의 절댓값이 분모의 절댓값보다 작은 진분수와 그렇지 않은 가분수로 분류될 수 있으며, 분자가 1인 단위 분수, 분모가 2의 거듭제곱인 이진 분수와 같은 분수의 특별한 유형도 사용된다. 가분수는 정수 부분을 따로 분리하여 대분수 꼴로도 나타낼 수 있다. 또한, 모든 분수는 연분수 및 이집트 분수 꼴로 나타낼 수 있다. 분수를 다루는 데에는 약분, 통분의 기법이 사용되며, 분수는 다른 수와 마찬가지로 사칙 연산 등의 연산이 가능하다. 분자와 분모가 정수인 분수로 나타낼 수 있는 수를 유리수라고 한다. √2와 같이 분수로 나타낼 수 없는 수 또한 존재한다. 유리수가 수의 성질에 따른 분류라면, 분수는 단지 수에 대한 표기법이다.
분자와 분모가 정수가 아닌 분수 역시 생각할 수 있다. 이 경우, 분수가 나타내는 수는 더 이상 유리수가 아니다. 예를 들어, 분자와 분모를 다항식으로 두면 분수는 유리 함수가 되며, 분자와 분모를 대수적 정수로 두면 분수는 대수적 유리수가 된다. 추상대수학에서 이들은 정역의 분수체로 일반화된다.

## 개요

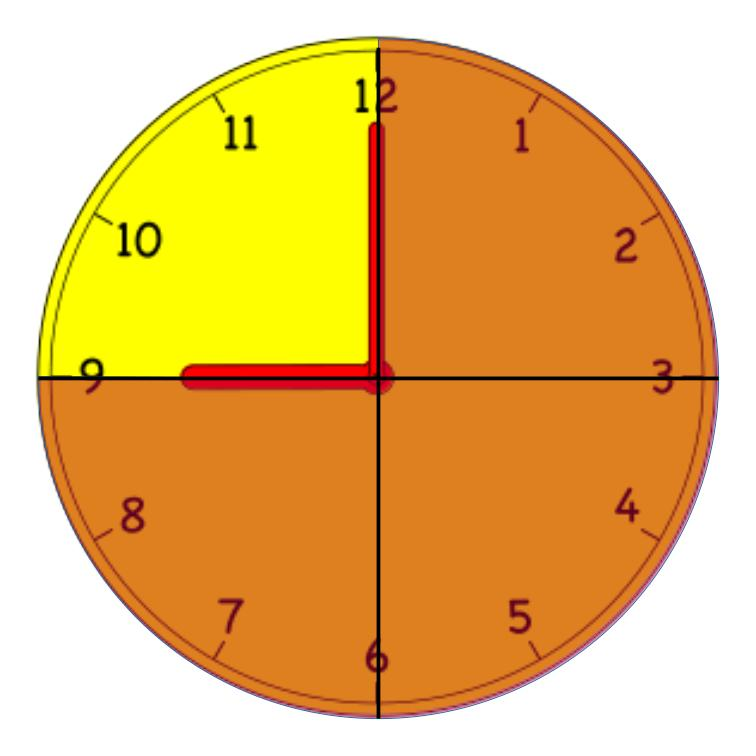
.

이 분수는 ⁠3/4⁠, ⁠1/4⁠로 볼 수 있다.

## 정의
분자가 정수 {\displaystyle a}, 분모가 0이 아닌 정수 {\displaystyle b}인 분수는 {\displaystyle \textstyle {\frac {a}{b}}} 또는 {\displaystyle a/b}로 표기하며, '{\displaystyle b}분의 {\displaystyle a}'로 읽는다. 이는 비 {\displaystyle a:b} 또는 몫 {\displaystyle a\div b}으로 해석될 수 있다.
분수의 예에는 ⁠1/2⁠, -⁠5/8⁠ = ⁠-5/8⁠ = ⁠5/-8⁠, ⁠27/5⁠, ⁠12/18⁠ = ⁠6/9⁠ = ⁠2/3⁠ 등이 있다.
특히, 분자가 {\displaystyle a=0}인 경우, {\displaystyle \textstyle {\frac {0}{b}}=0}은 단순히 0이다. 또한, 분모가 {\displaystyle b=1}인 경우, {\displaystyle \textstyle {\frac {a}{1}}=a}는 단순히 정수이다. 즉, 정수는 분수의 특수한 경우라고 생각할 수 있다. 분모가 0인 경우는 정의되지 않는다. 이는 0으로 나누기를 정의할 수 없기 때문이다.
분자가 1인 분수 {\displaystyle \textstyle {\frac {1}{b}}}를 단위 분수라고 한다. 예를 들어, ⁠1/6⁠는 단위 분수다. 분모가 2의 거듭제곱인 분수 {\displaystyle \textstyle {\frac {a}{2^{n}}}}를 이진 분수라고 한다. 예를 들어, ⁠5/8⁠는 이진 분수다.

### 진분수와 가분수
분자와 분모가 양의 정수일 때, 만약 분자가 분모보다 작다면 진분수(眞分數, 문화어: 참분수, 영어: proper fraction)라고 한다. 예를 들어, ⁠5/6⁠, ⁠3/8⁠, ⁠11/17⁠은 진분수다. 만약 분자가 분모보다 크거나 같다면 가분수(假分數, 영어: improper fraction) 또는 거꿀분수(-分數)라고 한다. 예를 들어, ⁠7/6⁠, ⁠15/8⁠, ⁠26/17⁠은 가분수다.
보다 일반적으로, 분자와 분모가 정수일 때, 진분수는 절댓값이 1보다 작은 분수다. 즉, -1 이상, 1 이하의 분수다. 반대로 가분수는 절댓값이 1보다 크거나 같은 분수다. 즉, -1 이하이거나 1 이상인 분수다. 예를 들어, -⁠3/5⁠는 진분수, -⁠13/9⁠는 가분수다.

### 대분수
대분수(帶分數, 문화어: 데림분수, 영어: mixed fraction) 또는 혼분수(混分數)는 정수와 진분수의 합을 나타내는 분수다. 정수 부분과 분수 부분 사이의 덧셈 기호 '+'는 생략된다. 예를 들어, 정수 부분이 3, 분수 부분이 ⁠2/7⁠인 대분수는 3 + ⁠2/7⁠ 대신 ⁠3+2/7⁠과 같이 표기한다. 또한, 음의 대분수 -⁠3+2/7⁠은 -(3 + ⁠2/7⁠) = -3 - ⁠2/7⁠을 뜻한다.
대분수의 표기법 {\displaystyle \textstyle a{\frac {b}{c}}}는 곱셈 기호가 생략된 곱셈과 혼동될 수 있다. 이러한 혼동을 막기 위해 대분수를 {\displaystyle \textstyle a+{\frac {b}{c}}}와 같이 표기하고, {\displaystyle a}와 {\displaystyle \textstyle {\frac {b}{c}}}의 곱을 {\displaystyle \textstyle a\cdot {\frac {b}{c}}}와 같이 표기할 수 있다.
가분수를 대분수로 바꿔 나타내려면, 나머지 있는 나눗셈을 사용하여, 가분수의 분자를 분모로 나눈 몫과 나머지를 위한 뒤, 몫을 정수 부분, 나머지를 분자, 원래의 분모를 새로운 분모로 취하면 된다. 예를 들어, 가분수 ⁠11/4⁠은 분자 11을 분모 4로 나눈 몫이 2, 나머지가 3이므로, 이 가분수는 대분수 ⁠2+3/4⁠과 같다.

### 번분수
번분수(繁分數, 영어: complex  fraction) 또는 겹분수(-分數) 또는 복분수(複分數)는 분자와 분모가 분수 또는 대분수인 분수다.:65 이는 두 분수를 포함하는 수식의 나눗셈과 같다. 예를 들어, 다음은 모두 번분수다.
{\displaystyle {\frac {\,{\dfrac {1}{2}}\,}{\dfrac {1}{3}}},\;{\frac {12{\dfrac {3}{4}}}{26}}}
번분수를 보통의 분수 꼴로 바꿔 나타내려면, 분수의 나눗셈을 사용하면 된다.:78 예를 들어, 위의 번분수들의 경우 다음과 같다.
{\displaystyle {\frac {\,{\dfrac {1}{2}}\,}{\dfrac {1}{3}}}={\frac {1}{2}}\times {\frac {3}{1}}={\frac {3}{2}}}
{\displaystyle {\frac {12{\dfrac {3}{4}}}{26}}={\frac {51}{4}}\times {\frac {1}{26}}={\frac {51}{104}}}
번분수의 분수 막대의 우선 순위가 불분명하다면, 이는 무의미한 수식이 된다. 예를 들어, 5/10/20/40은 다음 두 의미 가운데 하나로 해석될 수 있으므로 무의미하다.
{\displaystyle 5/(10/(20/40))={\frac {5}{\,{\dfrac {10}{\,{\dfrac {20}{40}}\,}}\,}}={\frac {1}{4}}}
{\displaystyle (5/10)/(20/40)={\frac {\dfrac {5}{10}}{\,{\dfrac {20}{40}}\,}}=1}
번분수(영어: compound fraction)는 '⁠3/5⁠의 ⁠2/7⁠' 또는 '⁠8/9⁠의 ⁠6/7⁠의 ⁠3/4⁠'와 같은 분수를 일컫기도 한다. 이는 분수의 곱셈을 통해 다음과 같이 일반적인 분수로 나타낼 수 있다.
{\displaystyle {\frac {3}{5}}\times {\frac {2}{7}}={\frac {6}{35}}}
{\displaystyle {\frac {8}{9}}\times {\frac {6}{7}}\times {\frac {3}{4}}={\frac {4}{7}}}
분자와 분모가 정수인 분수를 단분수(單分數, 영어: simple fraction) 또는 홑분수(-分數)라고 불러 번분수와 구별하기도 한다. 하지만 번분수가 분수의 나눗셈 또는 곱셈과 다를 바 없으므로 이러한 구별은 부적절하다고 여겨진다.

### 유한 연분수
연분수는 양의 정수를 더하는 연산과 역수 연산을 번갈아 가며 반복하여 얻는 분수다. 예를 들어, 다음과 같은 수식은 유한 연분수다.
{\displaystyle 1+{\dfrac {1}{2+{\dfrac {1}{5+{\dfrac {1}{4+{\dfrac {1}{3}}}}}}}}}
유한 연분수는 번분수의 일종이므로, 분수로 전환할 수 있다. 예를 들어, 위 유한 연분수의 분수 꼴을 계산하면 다음과 같다.
{\displaystyle 1+{\dfrac {1}{2+{\dfrac {1}{5+{\dfrac {1}{4+{\dfrac {1}{3}}}}}}}}=1+{\dfrac {1}{2+{\dfrac {1}{5+{\dfrac {3}{13}}}}}}=1+{\dfrac {1}{2+{\dfrac {13}{68}}}}=1+{\dfrac {68}{149}}={\frac {217}{149}}}
모든 분수는 유한 연분수 꼴로 나타낼 수 있으며, 그 방법은 유일하다. 유한 연분수를 분수 꼴로 바꾸는 과정을 반대로 진행하면 된다. 그 예는 다음과 같다.
{\displaystyle {\frac {41}{16}}=2+{\frac {9}{16}}=2+{\frac {1}{1+{\dfrac {7}{9}}}}=2+{\frac {1}{1+{\dfrac {1}{1+{\dfrac {2}{7}}}}}}=2+{\frac {1}{1+{\dfrac {1}{1+{\dfrac {1}{3+{\dfrac {1}{2}}}}}}}}}
양의 정수를 더하는 연산과 역수 연산을 무한히 반복하는 무한 연분수의 개념 역시 존재하지만, 이는 정수를 분자 분모로 하는 분수의 꼴로 나타낼 수 없다.

### 이집트 분수
이집트 분수는 유한 개의 서로 다른 양의 분모를 갖는 단위 분수의 합을 나타내는 수식이다. 예를 들어 ⁠1/2⁠ + ⁠1/3⁠는 이집트 분수다. 모든 분수는 이집트 분수로 나타낼 수 있지만, 그 방법은 유일하지 않다. 예를 들어, ⁠9/11⁠의 이집트 분수 표현의 예는 다음과 같다.
{\displaystyle {\frac {9}{11}}={\frac {1}{3}}+{\frac {1}{11}}+{\frac {1}{231}}={\frac {1}{4}}+{\frac {1}{11}}+{\frac {1}{12}}+{\frac {1}{231}}=\cdots }
이집트인은 ⁠2/3⁠을 제외한 분수들을 이러한 꼴로 나타내어 사용하였지만, 이집트인이 연분수 표현을 구하는 데 사용한 방법은 알려지지 않았다. 오늘날에는 이집트 분수 표현을 구하는 다양한 알고리즘이 존재한다.

## 산술
분수는 정수가 그러한 것처럼 서로 더하거나 빼거나, 곱하거나 나눌 수 있다. 또한, 분수의 산술은 교환 법칙과 결합 법칙과 분배 법칙을 만족시킨다.

### 등식과 약분과 통분
분자와 분모에 동시에 같은 0이 아닌 수를 곱하면, 분수의 값이 변하지 않는다. 예를 들어, 분수 ⁠1/2⁠는 동시에 2를 곱하여 얻는 ⁠2/4⁠와 같으며, 동시에 3을 곱하여 얻는 ⁠3/6⁠과도 같다. 직관적인 관점에서, 전체를 2등분하여 1조각을 취하는 것과 4등분하여 2조각을 취하는 것과 6등분하여 3조각을 취하는 것은 당연히 같다. 또한, 분수의 곱셈을 생각하면, 분자와 분모에 동시에 {\displaystyle n}을 곱하는 것은 그 분수에 {\displaystyle \textstyle {\frac {n}{n}}=1}을 곱하는 것과 같으므로, 원래의 분수를 결과로 한다.
{\displaystyle {\frac {a\times n}{b\times n}}={\frac {a}{b}}\times {\frac {n}{n}}={\frac {a}{b}}\times 1={\frac {a}{b}}}
반대로, 분자와 분모에 동시에 같은 0이 아닌 수로 나눠도 분수의 값은 변하지 않는다. 이에 따라, 분자와 분모가 동시에 같은 0이 아닌 정수의 배수라면, 동시에 그 정수로 나눠 분자와 분모를 더 작게 만들 수 있다. 이를 약분(約分, 영어: reduction, cancellation)이라고 한다. 두 분수가 같을 필요충분조건은 하나를 약분하여 다른 하나를 얻을 수 있는 것이다. 예를 들어, ⁠36/60⁠은 분자와 분모를 동시에 2로 나눠 ⁠18/30⁠로 약분할 수 있으며, 다시 6으로 나눠 ⁠3/5⁠로 약분할 수 있다.
{\displaystyle {\frac {36}{60}}={\frac {36\div 2}{60\div 2}}={\frac {18}{30}}={\frac {18\div 6}{30\div 6}}={\frac {3}{5}}}
분자와 분모가 서로소인 분수, 즉 분자와 분모의 양의 공약수가 1뿐인 분수를 기약분수라고 한다. 예를 들어, ⁠3/9⁠는 3과 9가 공약수 3을 가지므로 기약 분수가 아니며, ⁠1/3⁠으로 약분될 수 있다. 그러나 ⁠3/8⁠의 경우 3과 8의 양의 공약수가 1뿐이므로 기약 분수이며, 이는 더 작은 분자와 분모를 갖는 분수로 약분될 수 없다. 특히 모든 단위 분수는 기약 분수이다. 분수를 기약 분수 꼴로 약분하려면, 분자와 분모를 동시에 이 둘의 최대 공약수로 나누면 된다. 예를 들어, ⁠36/60⁠의 경우 36과 60의 최대 공약수가 12이므로, 12를 나눠 약분한 결과 ⁠3/5⁠는 기약 분수이다. 최대 공약수를 구하는 방법에는 단제법과 소인수 분해와 유클리드 호제법이 있다.
{\displaystyle {\frac {36}{60}}={\frac {36\div 12}{60\div 12}}={\frac {3}{5}}}
분모가 다른 두 분수를 분모가 같은 두 분수로 만드는 것을 통분(通分)이라고 한다. 이 원래의 분자와 분모의 곱을 새로운 공통의 분모로 취할 수 있으며, 원래의 분자와 분모의 최소 공배수를 취할 수도 있다. 예를 들어, 분수 ⁠3/8⁠와 ⁠5/12⁠의 경우, ⁠3/8⁠의 분자와 분모에 동시에 12를 곱해 ⁠36/96⁠을 얻고, ⁠5/12⁠의 분자와 분모에 동시에 8을 곱해 ⁠40/96⁠을 만들면 96 = 8 × 12을 공통 분모로 하는 통분이 완성된다. 또한, 8과 12의 최소 공배수 24를 공통 분모로 하여 통분하면 ⁠9/24⁠와 ⁠10/24⁠를 얻는다. 최소 공배수를 구하는 방법에는 단제법과 소인수 분해가 있으며, 두 수의 곱을 최대 공약수로 나눈 몫과 같기도 하다. 통분은 분수의 크기 비교 및 덧셈과 뺄셈에서 응용된다.
분모가 거듭제곱근을 포함할 경우 분자와 분모에 적당한 상수를 곱하여 이를 제거할 수 있다. 이러한 기법을 분모의 유리화라고 한다. 예를 들어, 분수 {\displaystyle \textstyle {\frac {1}{\sqrt {2}}}}의 분모를 유리화하면 {\displaystyle \textstyle {\frac {\sqrt {2}}{2}}}를 얻으며, 분수 {\displaystyle \textstyle {\frac {1}{{\sqrt {2}}+1}}}의 분모를 유리화하면 {\displaystyle {\sqrt {2}}-1}를 얻는다.

### 부등식
두 분수의 분모가 같을 경우, 만약 양수라면, 분자가 더 큰 쪽이 분수가 더 크다. 예를 들어, 다음과 같다.
{\displaystyle {\frac {3}{5}}<{\frac {4}{5}}\qquad (\because 3<4)}
{\displaystyle {\frac {13}{9}}>{\frac {11}{9}}\qquad (\because 13>11)}
만약 음수라면, 분자와 분모에 동시에 -1을 곱하면 분모가 양수가 되므로, 위의 방법에 따라 크기를 비교할 수 있다. 예를 들어, 다음과 같다.
{\displaystyle {\frac {3}{-10}}>{\frac {9}{-10}}\qquad (\because {\frac {3}{-10}}={\frac {-3}{10}},\;{\frac {9}{-10}}={\frac {-9}{10}},\;-3>-9)}
두 분수의 분모가 다를 경우, 통분하여 분모를 같게 만든 뒤 크기를 비교하면 된다. 예를 들어, 다음과 같다.
{\displaystyle {\frac {3}{8}}<{\frac {5}{12}}\qquad (\because {\frac {3}{8}}={\frac {9}{24}},\;{\frac {5}{12}}={\frac {10}{24}},\;9<10)}
두 분수를 분모의 곱을 공통 분모로 하여 통분한 뒤 크기를 비교하는 과정을 기호로 표현하면 다음과 같다.
{\displaystyle {\frac {a}{b}}<{\frac {c}{d}}\iff {\frac {ad}{bd}}<{\frac {bc}{bd}}\iff ad<bc\qquad (b>0,d>0)}

### 덧셈

케이크의 1/2과 케이크의 1/4을 합하려면 먼저 공통 분모를 찾아야 한다. 만약 4를 공통 분모로 한다면, 1/2은 2/4과 같으므로, 1/2과 1/4을 합하면 3/4가 된다.

분수의 덧셈은 먼저 전체의 몇분의 몇을 취한 뒤, 다시 전체의 몇분의 몇을 취했을 때, 모두 합하여 전체의 몇분의 몇을 취했는지를 구하는 것과 같다.
두 분수의 분모가 같을 경우, 분모가 변하지 않은 채 분자만 서로 더하면 된다. 예를 들어, 다음과 같다.
{\displaystyle {\frac {3}{14}}+{\frac {5}{14}}={\frac {3+5}{14}}={\frac {8}{14}}={\frac {4}{7}}}
두 분수의 분모가 다를 경우, 통분하여 분모가 같도록 만든 뒤 더하면 된다. 예를 들어, 두 분모의 곱을 공통 분모로 취하는 경우 다음과 같다.
{\displaystyle {\frac {5}{14}}+{\frac {17}{21}}={\frac {5\times 21}{14\times 21}}+{\frac {14\times 17}{14\times 21}}={\frac {5\times 21+14\times 17}{14\times 21}}={\frac {343}{294}}={\frac {7}{6}}}
14와 21의 최소 공배수 42를 공통 분모로 취할 수도 있으며, 이 경우는 다음과 같다.
{\displaystyle {\frac {5}{14}}+{\frac {17}{21}}={\frac {15}{42}}+{\frac {34}{42}}={\frac {15+34}{42}}={\frac {49}{42}}={\frac {7}{6}}}
두 분수의 덧셈을 기호로 표현하면 다음과 같다.
{\displaystyle {\frac {a}{b}}+{\frac {c}{d}}={\frac {ad}{bd}}+{\frac {bc}{bd}}={\frac {ad+bc}{bd}}}
보다 일반적으로, 세 분수의 덧셈을 기호로 표현하면 다음과 같다.
{\displaystyle {\frac {a}{b}}+{\frac {c}{d}}+{\frac {e}{f}}={\frac {adf}{bdf}}+{\frac {bcf}{bdf}}+{\frac {bde}{bdf}}={\frac {adf+bcf+bde}{bdf}}}

### 뺄셈
분수의 뺄셈은 전체의 몇분의 몇을 취한 뒤, 다시 전체의 몇분의 몇을 돌려놓았을 때, 총 몇분의 몇을 취하였는지를 구하는 것과 같다.
덧셈과 마찬가지로, 분수의 뺄셈은 분모가 같으면 분자끼리만 빼며, 분모가 다를 경우 우선 통분한다. 예를 들어, 다음과 같다.
{\displaystyle {\frac {3}{4}}-{\frac {1}{6}}={\frac {9}{12}}-{\frac {2}{12}}={\frac {9-2}{12}}={\frac {7}{12}}}
분수의 뺄셈을 기호로 표현하면 다음과 같다.
{\displaystyle {\frac {a}{b}}-{\frac {c}{d}}={\frac {ad}{bd}}-{\frac {bc}{bd}}={\frac {ad-bc}{bd}}}

### 곱셈
분수의 곱셈은 전체의 몇분의 몇을 취한 뒤, 다시 취한 부분에서 몇분의 몇을 취했을 때, 두 번째로 취한 양이 전체의 몇분의 몇인지를 구하는 것과 같다.
두 분수의 곱셈에서는 분자는 분자끼리, 분모는 분모끼리 곱한다. 예를 들어, 다음과 같다.
{\displaystyle {\frac {4}{15}}\times {\frac {5}{6}}={\frac {4\times 5}{15\times 6}}={\frac {20}{90}}={\frac {2}{9}}}
이는 다음과 같이 해석된다. 우선 단위 분수 ⁠1/15⁠와 ⁠1/6⁠을 생각하자. ⁠1/90⁠의 90배는 1이므로, ⁠1/90⁠의 15배의 6배 역시 1이다. 즉, ⁠1/90⁠의 15배는 6배 해서 1이 되는 수 ⁠1/6⁠과 같으며, ⁠1/90⁠은 15배 해서 ⁠1/6⁠이 되는 수 ⁠1/15⁠ × ⁠1/6⁠과 같다. 이제 곱 ⁠4/15⁠ × ⁠1/6⁠을 생각하자. ⁠1/6⁠ = ⁠15/90⁠이므로, ⁠4/15⁠ × ⁠1/6⁠ = ⁠4/90⁠이다. 마지막으로, ⁠4/15⁠ × ⁠5/6⁠는 ⁠4/15⁠ × ⁠1/6⁠의 5배, 즉 ⁠4/90⁠의 5배, 즉 ⁠20/90⁠이다. 이를 약분하면 ⁠2/9⁠를 얻는다.
분수의 곱셈에서는 약분을 미리 할 수도 있다. 예를 들어, 다음과 같다.
{\displaystyle {\frac {4}{15}}\times {\frac {5}{6}}={\frac {\textstyle {\cancel {4}}^{2}}{\textstyle {\cancel {15}}^{3}}}\times {\frac {{\cancel {5}}^{1}}{{\cancel {6}}^{3}}}={\frac {2}{3}}\times {\frac {1}{3}}={\frac {2\times 1}{3\times 3}}={\frac {2}{9}}}
세 분수의 곱셈 역시 생각할 수 있다. 예를 들어, 다음과 같다.
{\displaystyle {\frac {1}{3}}\times {\frac {3}{4}}\times {\frac {4}{5}}={\frac {1}{{\cancel {3}}^{1}}}\times {\frac {{\cancel {3}}^{1}}{{\cancel {4}}^{1}}}\times {\frac {{\cancel {4}}^{1}}{5}}={\frac {1}{1}}\times {\frac {1}{1}}\times {\frac {1}{5}}={\frac {1}{5}}}
두 분수의 곱셈을 기호로 표현하면 다음과 같다.
{\displaystyle {\frac {a}{b}}\times {\frac {c}{d}}={\frac {ac}{bd}}}

### 나눗셈
분수의 나눗셈은 분수의 곱셈의 역연산이다. 분수 {\displaystyle \textstyle {\frac {a}{b}}}를 분수 {\displaystyle \textstyle {\frac {c}{d}}}로 나눈 몫은, {\displaystyle \textstyle {\frac {c}{d}}}만큼의 양을 새로운 전체 1로 생각하였을 때, {\displaystyle \textstyle {\frac {a}{b}}}만큼의 양이 이 새로운 전체의 몇분의 몇인지를 구하는 것과 같다. 정수의 나눗셈과 마찬가지로, 분수의 나눗셈에서 나누는 수 {\displaystyle \textstyle {\frac {c}{d}}}는 0이 아니어야 한다. 즉, 그 분자 {\displaystyle c}는 0이 아니어야 한다.
두 분수 ⁠1/2⁠와 ⁠3/4⁠의 나눗셈은 나누는수 ⁠3/4⁠의 분자와 분모를 뒤바꿔 역수 ⁠4/3⁠를 취한 뒤, 다시 서로 곱한다. 즉, 다음과 같다.
{\displaystyle {\frac {1}{2}}\div {\frac {3}{4}}={\frac {1}{2}}\times {\frac {4}{3}}={\frac {1}{{\cancel {2}}^{1}}}\times {\frac {{\cancel {4}}^{2}}{3}}={\frac {2}{3}}}
이는 다음과 같이 해석된다. 분수의 나눗셈의 몫을 구하는 과정은 방정식 ⁠3/4⁠x = ⁠1/2⁠의 해를 구하는 과정과 같다. 이 방정식의 좌변과 우변에 각각 ⁠4/3⁠를 곱하면 ⁠3/4⁠ × ⁠4/3⁠x = ⁠1/2⁠ × ⁠4/3⁠가 되며, 좌변의 두 분수의 곱셈의 결과는 1이므로 x = ⁠1/2⁠ × ⁠4/3⁠이다.
두 분수의 나눗셈을 기호로 표현하면 다음과 같다. 분모 {\displaystyle b,d}는 0이 아니며 추가로 나누는수의 분자 {\displaystyle c}가 0이 아님에 주의하자.
{\displaystyle {\frac {a}{b}}\div {\frac {c}{d}}={\frac {a}{b}}\times {\frac {d}{c}}={\frac {ad}{bc}}}

## 응용

### 소수와 분수
분수와 소수는 실수의 두 가지 표기법이며, 이 두 표기법은 서로 대치 가능하다. 분수를 소수로 바꾸는 방법은 분자를 분모로 나누는 세로식 나눗셈을 통한다. 만약 언젠가 '나머지'가 0이 된다면, 소수 자리의 수는 유한하다. 즉, 유한 소수를 얻는다. 예를 들어, 분수 ⁠1/4⁠의 소수 표기는 유한 소수 0.25이다. 만약 언제나 '나머지'가 0이 아니라면, 무한 소수를 얻으며, '나머지'는 0부터 9까지의 10개의 숫자 사이에서 취하므로, 열 번 이상 나머지를 구하면 서로 같은 나머지의 쌍이 적어도 하나 나오므로, 소수는 순환 마디를 가진다. 즉, 순환소수를 얻는다. 예를 들어, ⁠1/3⁠의 소수 표기는 순환 소수 0.333...이며, 순환 마디는 3이다.
유한 소수를 분수로 나타내려면, 1 뒤에 소수 자리의 수만큼 0을 붙여 분모를 만든 뒤, 소수 부분을 (소수점을 제외한 채) 통째로 분자로 옮겨 적으면 된다. 예를 들어, 0.25 = ⁠25/100⁠ = ⁠1/4⁠이다.
순순환소수(소수 첫째 자리부터 순환 마디가 시작되는 순환 소수)를 분수로 나타내려면, 9를 순환 마디의 자리의 수만큼 적어 분모를 만든 뒤, 순환 마디를 분자로 취하면 된다. 예를 들어, 0.333... = ⁠3/9⁠ = ⁠1/3⁠이며, 0.626262... = ⁠62/99⁠이다. 이에 대한 엄밀하지 않은 증명은 다음과 같다.
{\displaystyle {\begin{aligned}0.626262\dots =&={\frac {1}{99}}\times 99\times 0.626262\dots \\&={\frac {1}{99}}\times (100-1)\times 0.626262\dots \\&={\frac {1}{99}}\times (100\times 0.626262\dots -1\times 0.626262\dots )\\&={\frac {1}{99}}\times (62.626262\dots -0.626262\dots )\\&={\frac {1}{99}}\times 62\\&={\frac {62}{99}}\end{aligned}}}
혼순환소수(순순환 소수가 아닌 순환 소수)를 분수로 나타내려면, 먼저 1 뒤에 정수와 순환 마디가 나오기 이전까지의 소수 자리의 수만큼 0을 붙인 수를 곱하여, 정수와 순순환 소수의 합으로 만든 뒤, 이를 분수로 나타낸다. 마지막으로 곱하였던 수를 다시 나눠 얻은 결과를 분수로 나타내면 된다. 예를 들어, 다음과 같다.
{\displaystyle {\begin{aligned}1.523987987987\dots &={\frac {1}{1000}}\times (1523+0.987987987\dots )\\&={\frac {1}{1000}}\times \left(1523+{\frac {987}{999}}\right)\\&={\frac {1}{1000}}\times {\frac {1522464}{999}}\\&={\frac {1522464}{999000}}\\&={\frac {63436}{41625}}\end{aligned}}}

## 관련 개념

### 대수적 수
분자와 분모를 대수적 정수로 취하면, 분수는 대수적 수가 된다. 예를 들어, {\displaystyle {\sqrt {2}}}와 {\displaystyle {\sqrt {3}}}는 대수적 정수이므로, {\displaystyle {\frac {\sqrt {2}}{\sqrt {3}}}}은 대수적 수이다.

### 유리 함수
분자와 분모를 다항식으로 취하면, 분수는 유리 함수가 된다. 예를 들어, {\displaystyle {\frac {x^{2}+2x-1}{x^{3}-2x^{2}+x-3}}}은 유리 함수이다.

### 분수체
분수의 개념을 정역까지 일반화하면 분수체의 개념을 얻는다. 어떤 정역의 분수체의 원소는 정역의 두 원소의 형식적인 몫이며, 이들에게 보통의 분수와 유사한 사칙 연산을 주어 체를 이루게 할 수 있다. 예를 들어, 정수환의 분수체는 유리수체,:231 대수적 정수환의 분수체는 대수적 수체, 다항식환의 분수체는 유리 함수체이다.

## 같이 보기
- 역수
- 번분수
- 유리수
- 비율